# Tivoisering
Tivoisering (el. Tivoization, af 'TiVo': Television Input / Video Output) er skabelsen af et system som benytter sig af software under en copyleft softwarelicens, men bruger hardware som forhindrer brugere i at køre modificerede versioner af softwaren på selvsamme hardware. Richard Stallman, skaberen af GNU General Public License (GPL), opfandt begrebet og holder på at en sådan praksis nægter slutbrugeren noget af den frihed som det var meningen GPL skulle beskytte.
Begrebet henviser til TiVo's brug af GPL software på deres harddiskrecordere. TiVo's software benytter sig af Linux-kernen og dele af GNU, som begge er udgivet under GPL Version 2 (GPL v.2). GPL v.2 kræver at TiVo frigiver den associerede kildekode så andre kan bruge og ændre i den. Et af målene ved dette GPL-krav er at tillade andre at ændre i softwaren for at tilpasse den deres egne formål.
Stallman mener dog at TiVo omgik dette mål ved kun at tillade deres produkter at køre programmer hvis programmets digitale signatur passede på den, som producenten af TiVo havde autoriseret. Så selvom TiVo har efterkommet kravet fra GPL v.2 om at udgive kildekoden så andre kan ændre den, kan ændret software ikke køres på TiVo's hardware. Som et direkte resultat heraf, er et af målene for GPL v.3 at forhindre "Tivoisering"; ifølge Eben Moglen "bør licensen forbyde tekniske forsøg på at undgå dens regler, med samme klarhed som den forbyder forsøg på juridisk at undgå reglerne." 
På den anden side har Linus Torvalds, skaberen af Linux, sagt at det er passende for TiVo at bruge digitale signaturer til at begrænse hvilken software som må køre på de systemer de sælger. Torvalds har udtalt at han mener at brugen af private digitale signaturer på software er et gavnligt sikkerhedsværktøj. Torvalds mener også at softwarelicenser kun bør forsøge at kontrollere software – ikke den hardware hvorpå den køres. Så længe man har adgang til softwaren, og kan ændre den til at køre på anden hardware, mener Torvalds at der ikke er noget uetisk ved at bruge digitale signaturer til at bremse modificerede eksemplarer af Linux. Andre Linux-udviklere har udtrykt andre holdninger.[kilde mangler]
Stallman og Free Software Foundation har forsøgt at besvare nogle af disse bekymringer.  De har udtalt at deres mål for GPLv3 er at tillade private digitale signaturer til sikkerhedsmæssige formål, men stadig at forhindre Tivoisering.  Udkast 2 af GPLv3 forsøgte at klarificere dette.  Mange Linux-udviklere er dog stadig bange for, at GPLv3 vil forbyde mange gavnlige måder at bruge digitale signaturer på.
Der er også den fortolkning at den "fulde kildekode" i GPL v.2 allerede medfører at TiVo skal frigøre de private nøgler som kræves for at lade modificeret software køre på deres hardware.[kilde mangler]

## Fodnoter
1. ↑  Arkiveret 26. oktober 2006 hos  Wayback Machine [Info-gplv3] GPLv3 Update #2
2. ↑  The Free Software Definition – GNU Project – Free Software Foundation (FSF)
3. ↑  "Using large disks with TiVo". Arkiveret fra originalen 6. februar 2012. Hentet 2. februar 2007.
4. ↑  GPLv3 – Transcript of Eben Moglen from the third international GPLv3 conference, Barcelona; 2006-06-22
5. ↑  Google Grupper
6. ↑  Opinion on Digital Restrictions Management — GPLv3
7. ↑  Google Grupper